# Secunderabad
Secunderabad là một thị xã quân sự (cantonment) của quận Hyderabad thuộc bang Andhra Pradesh, Ấn Độ.

## Địa lý
Secunderabad có vị trí 17°27′B 78°30′Đ / 17,45°B 78,5°Đ Nó có độ cao trung bình là 543 mét (1781 feet).

## Nhân khẩu
Theo điều tra dân số năm 2001 của Ấn Độ, Secunderabad có dân số 204.182 người. Phái nam chiếm 51% tổng số dân và phái nữ chiếm 49%. Secunderabad có tỷ lệ 73% biết đọc biết viết, cao hơn tỷ lệ trung bình toàn quốc là 59,5%: tỷ lệ cho phái nam là 78%, và tỷ lệ cho phái nữ là 68%. Tại Secunderabad, 11% dân số nhỏ hơn 6 tuổi.